# Calouste Gulbenkian
Calouste Sarkis Gulbenkian, em arménio: Գալուստ Սարգիս Կիւլպէնկեան GCC (Üsküdar, 23 de março de 1869 – Lisboa, 20 de julho de 1955), foi um engenheiro do petróleo e empresário arménio otomano naturalizado britânico (1902), activo no sector do petróleo e um dos pioneiros no desenvolvimento desse sector no Médio Oriente. Foi também um mecenas, tendo dado um grande contributo para o fomento da cultura em Portugal. A sua herança esteve na origem da constituição da Fundação Calouste Gulbenkian.

## Biografia
Nasceu numa família de abastados comerciantes arménios de Istambul. O seu pai importava petróleo da Rússia.
Estudou em Marselha e em Londres, no King's College, onde obteve o diploma de engenharia do petróleo (1887).
Fez uma viagem à Transcaucásia em 1891, visitando os campos petrolíferos de Baku. Aos 22 anos de idade, publicou o livro La Transcaucasie et la Péninsule d'Apchéron - Souvernirs de Voyage, do qual alguns capítulos foram publicados numa revista que chegou às mãos do ministro das Minas do governo otomano. Gulbenkian foi por este encarregado de elaborar um relatório sobre os campos de petróleo do Império Otomano, em especial na Mesopotâmia.
Negociador hábil e esclarecido, perito financeiro de grande categoria, Gulbenkian negociou contratos de exploração petrolífera com os grandes financistas internacionais e as autoridades otomanas, fomentando a exploração racional e organizada desta fonte de energia emergente. A indústria internacional dos petróleos começava a tomar forma no fim do século XIX. Gulbenkian organizou o grupo Royal Dutch, serviu de ligação entre as indústrias americanas e russas e deu o primeiro impulso à indústria na região do Golfo Pérsico.
Durante a Primeira Guerra Mundial sugeriu em França a criação de um gabinete para controlo do petróleo, o Comité Général du Pétrole, chefiado por Henri Bérenger. Ao serviço deste comité, obteve êxito para um seu plano: pelo Tratado de San Remo (1920), a França ganhou à Grã-Bretanha o direito a administrar os interesses do Deutsche Bank na companhia de petróleo turca (os ingleses faziam-no desde 1915).
Em 1928, desempenhou papel fulcral nas negociações multipartidas entre grandes empresas internacionais para a divisão da então Turkish Petroleum Co., Ltd. (hoje a Iraq Petroleum Co., Ltd.) entre a Anglo-Persian Oil Co. (hoje a BP), a Royal Dutch Shell Group, a Companhia Francesa de Petróleos e a Near East Development Corp. (metade da Standard Oil e metade da Socony Mobil Oil). A cada uma coube 23,75% do capital e, a Calouste Gulbenkian, 5%. Este facto originou que Gulbenkian ficasse conhecido na indústria do petróleo como "o Senhor Cinco por Cento". A riqueza que acumulou permitiu-lhe satisfazer a paixão pelas obras de arte.
Durante a II Guerra Mundial, passou a viver em Lisboa, no Hotel Aviz (hoje desaparecido), em Abril de 1942. Vivia no hotel, juntamente com a mulher, a secretária privada Isabelle Theis e o genro Kevork, ocupando 5 das 33 suites do hotel. 
Em 17 de Dezembro de 1942, depois de recusar vagar uma das suites por ordem do governo, Calouste e Kevork foram levados à força para uma esquadra de polícia. O passaporte diplomático de Calouste foi apreendido, ele foi separado de Kevork e informado de que se encontrava na situação de prisioneiro, não obstante não ter havido detenção formal. Calouste nunca aprendeu português e quando pediu alguém que falasse francês foi-lhe dito com rudeza que se sentasse e esperasse. Foi interrogado e mandaram-no assinar uma declaração em português que, mais uma vez, ele não sabia o que tinha escrito. Embora de começo recusasse assinar, acabou por fazê-lo sob ameaça. Não havia embaixada iraniana em Portugal, por isso Kevork apelou ao embaixador egípcio, Fakhry Paxá que negociou a libertação de Gulbenkian.
A 28 de fevereiro de 1950 foi agraciado com a Grã-Cruz da Ordem Militar de Cristo.

### Vida pessoal e familiar
Em 1892 casou em Londres com Nevarte Essayan, tal como ele natural de Cesareia e descendente de família arménia nobre e abastada. Do casamento nascem dois filhos: Nubar Sarkis (1896-1972) e Rita Sirvarte (1900-1977).
O filho de Rita Sirvarte, Mikhael Essayan (1927-2012), foi Presidente honorário da Fundação e seu filho, Martin Essayan – bisneto de Calouste Gulbenkian – é atualmente administrador da Fundação, responsável pelas atividades na Grã-Bretanha e na República da Irlanda, e também pelo Serviço das Comunidades arménias.

## Colecionador de arte
Calouste Gulbenkian foi um amante de arte e homem de raro e sensível gosto, além de reunir uma extraordinária coleção de arte, principalmente europeia e asiática, de mais de seis milhares de peças.
Na arte europeia, reuniu obras que vão desde os mestres primitivos à pintura impressionista. Uma parte dessa coleção esteve exposta por empréstimo, entre 1930 e 1950, na National Gallery (Londres) em Londres, e na Galeria Nacional de Arte em Washington, D.C. Figuram na colecção obras de Carpaccio, Rubens, Van Dyck, Rembrandt, Gainsborough, Romney, Lawrence, Fragonard, Corot, Renoir, Boucher, Manet, Degas, Monet e muitos outros.
Além da pintura, reuniu um importante espólio de escultura do Antigo Egito, cerâmicas orientais, manuscritos, encadernações e livros antigos, artigos de vidro da Síria, mobiliário francês, tapeçarias, têxteis, peças de joalharia de René Lalique, moedas gregas, medalhas italianas do Renascimento, etc. Quando de sua morte, em 1955, a sua coleção de obras de arte estava avaliada em mais de 15 milhões de dólares.
Foi desejo de Gulbenkian que a coleção que reuniu ao longo da vida ficasse exposta num único local. Assim é que está em Lisboa, desde Junho de 1960. Em 1969 foi inaugurado o edifício-sede da Fundação Calouste Gulbenkian (que acolhe os serviços centrais da Fundação, dois auditórios, salas de conferências e 2 espaços expositivos) e o Museu, onde se encontra esta coleção permanente. Em 1983 foi inaugurado o Centro de Arte Moderna, no mesmo parque junto à Praça de Espanha onde se localizam todos esses edifícios.

## Filantropia
Tal como soube reunir uma enorme fortuna ao longo da vida, Gulbenkian soube distribuí-la em testamento com generosidade. Na caridade, deixou verbas para especial proteção das comunidades arménias, que à altura não tinham asseguradas as necessidades básicas pelas organizações internacionais. Foi benfeitor do Patriarcado Arménio de Jerusalém. Como era devoto da Igreja Arménia, fez construir em Londres a Igreja de São Sarkis, dedicado à memória dos seus pais e onde se encontram as suas cinzas.
Em Abril de 1942, entrou em Portugal pela primeira vez, convidado pelo embaixador de Portugal em França. Inicialmente, Lisboa seria apenas uma escala numa viagem a Nova Iorque, mas o empresário adoeceu e acabou por ficar mais tempo do que planeara, agradado com a paz que em Portugal se vivia durante o conflito que devastava o resto da Europa. Sentindo-se bem acolhido, estabeleceu residência permanente em Lisboa, no Hotel Aviz, onde acabou por se instalar definitivamente até à sua morte, em 1955.
O testamento, datado de 18 de junho de 1953, criou a fundação com o seu nome que ficou herdeira do remanescente da sua fortuna, e que tem fins artísticos, caritativos, científicos e educativos, elegendo Portugal para a sua fixação - agradecendo, postumamente, o acolhimento que teve num momento crítico da história da Europa e sabendo o respeito que em Portugal haveria pelo escrupuloso cumprimento da sua vontade.